# Gierałtowice (Petite-Pologne)
Pour les articles homonymes, voir Gierałtowice (homonymie).
Gierałtowice est une localité polonaise de la gmina de Wieprz, située dans le powiat de Wadowice en voïvodie de Petite-Pologne.